# Nesticus citrinus
Nesticus citrinus är en spindelart som först beskrevs av Władysław Taczanowski 1874.  Nesticus citrinus ingår i släktet Nesticus och familjen grottspindlar.
Artens utbredningsområde är Guyana. Inga underarter finns listade i Catalogue of Life.